# Arsenal de Venise
Pour les articles homonymes, voir Arsenal (homonymie).
L'arsenal de Venise (Italien: Arsenale di Venezia), aussi appelé arsenal de la république sérénissime, est construit en 1104 sur l'initiative du doge Ordelafo Faliero. Ce chantier naval joue un rôle déterminant dans la construction de l'empire vénitien, permettant la production rapide de nombreux navires. Ceint par 3 km de murailles crénelées de briques rouges, il emploie jusqu'à 16 000 personnes à son apogée et peut être considéré à la fois par sa taille, par son ancienneté ainsi que par l'ingéniosité de sa conception et de son fonctionnement (travail à la chaîne) comme l'un des premiers sites véritablement « industriels » apparus en Europe.

## Origine

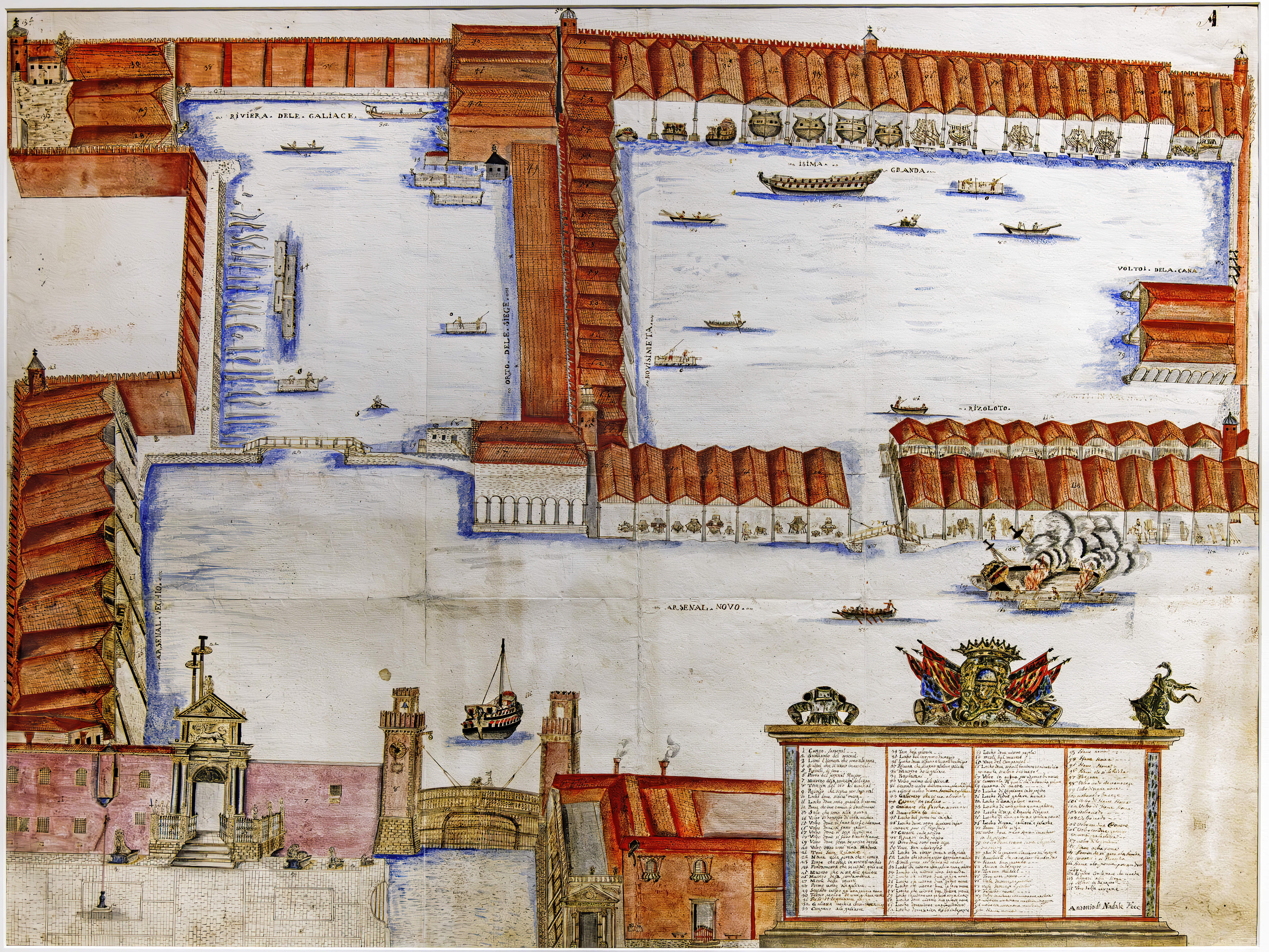
Vue plongeante sur l'arsenal de Venise - Antonio di Natale.

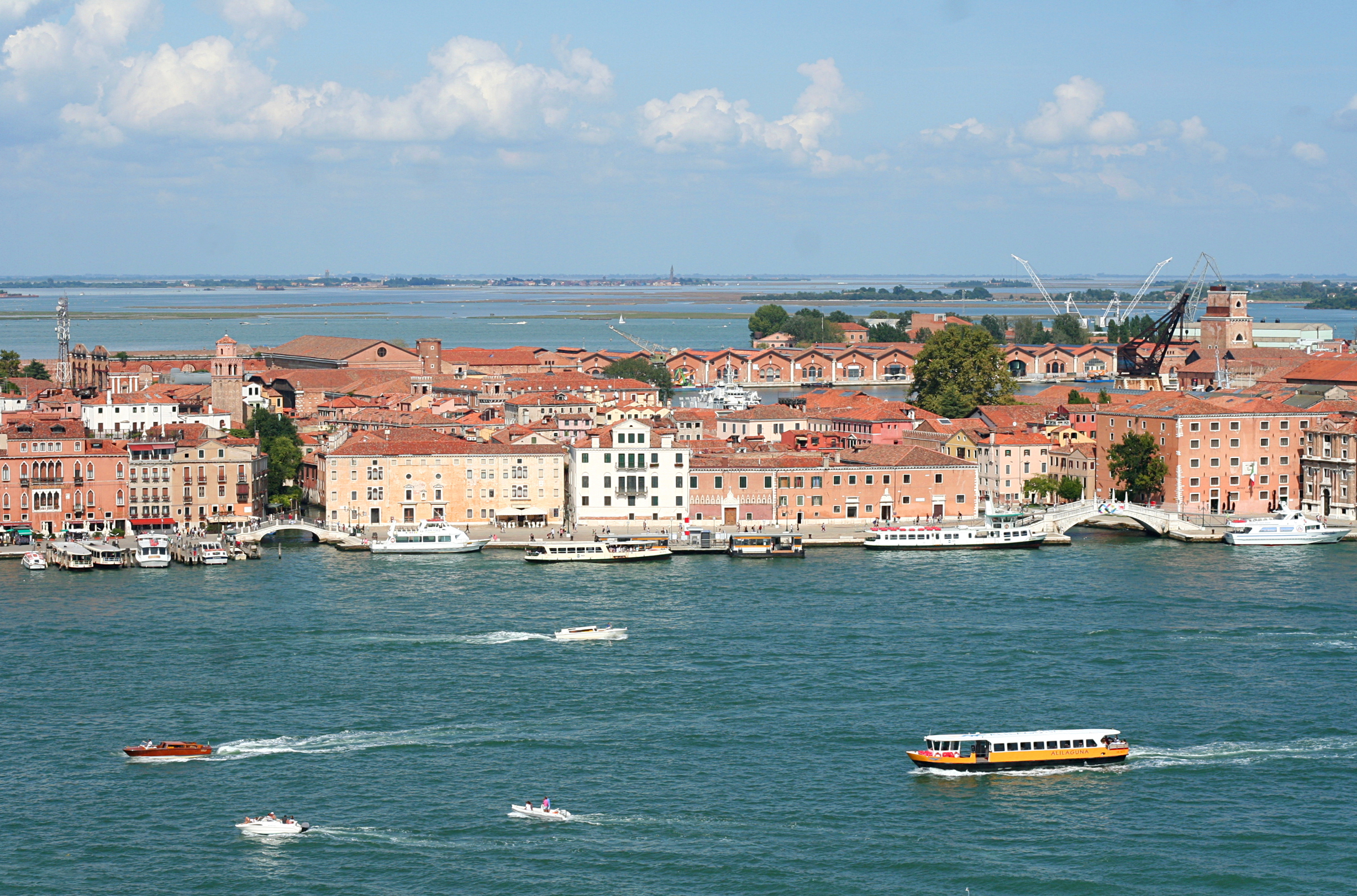
Le quartier de l'Arsenal vu du campanile de la basilique San Giorgio Maggiore.

L'origine du terme « arsenal » proviendrait de l'arabe « Dar-al sina » qui signifie « atelier ».
Un chantier naval existe sur ce site depuis le VIIIe siècle alors que Venise est un fournisseur de l'Empire byzantin. L'arsenal actuel est l'un de ceux qui à cette époque réparent et entretiennent les vaisseaux civils et militaires de la flotte vénitienne. 
Le doge de Venise, Ordelafo Faliero, établit l'arsenal vers 1104, initialement comme lieu de stockage pour le ravitaillement des navires. Le développement du site commence en 1143 après la création du Grand conseil de Venise  et se poursuit en 1169 après la réunion des 60 paroisses existantes en six quartiers d'une même ville. En 1204, l'arsenal fabrique les navires transportant les chevaliers de la quatrième croisade. Entre 1304 et 1325, soit un siècle plus tard, le site s'agrandit avec L'Arsenale nuovo qui quadruple sa surface, après le retour de Marco Polo en 1295, et la création en 1297 d'un système d'enchères, l'Incanto des galées du marché, décrit par l'historien Fernand Braudel. L'arsenal est alors en mesure de produire six navires par an. Cependant, l'organisation est encore semblable à un chantier naval privé, avec un maître de guilde responsable d'une partie du travail mais n'ayant pas d'équipe fixe d'ouvriers avec laquelle travailler. En 1473, l'arsenal s’agrandit encore avec l'Arsenal nuovissimo.  
Le développement de l'arsenal bénéficie d'un contexte favorable :  
- des forêts pour l’alimenter en bois de marine : l'Adriatique est bordée de forêts et Venise au fond de l'Adriatique, draine le commerce d'un riche arrière-pays forestier. Venise favorisée par son climat, des pluies plus abondantes et mieux réparties que sur d'autres côtes, jouissait d'une végétation de feuillus et de résineux étagée, entre la plaine du Pô et les Alpes, et d'un arrière-pays montagneux, traversé par des fleuves navigables, convenant au flottage du bois qui pouvait aboutir sans difficulté à la lagune de Venise[3],[4];
- à partir de 1295, le retour à Venise de Marco Polo, et l'ouverture de la route vers l'Asie et du commerce des épices et de la soie ;
- dès 1297, la montée en puissance de la laine toscane, qui profitant du blocus anglais contre la France, fait concurrence au textile flamand dans l'importation de la laine brute des îles Britanniques. Ce nouveau commerce suscite une forte demande pour les navires vénitiens, qui ne sont plus concurrencés que par la flotte de Gênes (Pise ayant déjà perdu son rôle de puissance maritime);
- la création en 1310 du Conseil des dix, qui professionnalise la gestion d'une ville en pleine croissance, tandis que le Grand Conseil, qui sert à limiter le pouvoir du doge, voit lui-même son influence progressivement rognée.

## Période du principal agrandissement

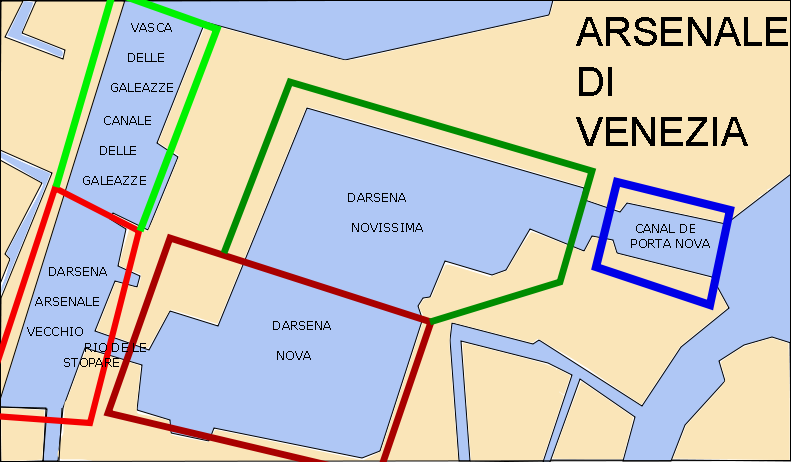
Les phases d'agrandissement des bassins à partir de l'Arsenale Vecchio, l'Arsenale Nuovo (1305), l'Arsenale Nuovissimo (1473), Canal de le Galeazze (1564) et Canal de Porta Nova (1810).

L'arsenal devient au XIVe siècle et XVe siècle le plus grand complexe industriel au monde, profitant d'une augmentation des investissements permise par l'Incanto des galées du marché. Ce système lancé en 1297, voit l'État vénitien mettre aux enchères l'usage marchand des galères militaires, en permettant à des négociants ou capitaines de navires de partager les coûts de l'affrètement avec des actionnaires, qui peuvent être eux-mêmes d'autres marchands ou de simples artisans et retraités de la ville.
La première mise aux enchères de l'usage marchand d'une galère par l'État vénitien a lieu en 1297. Le but de l'opération est de continuer à fabriquer des galères militaires rapidement mobilisables en temps de guerre, tout en les rentabilisant en temps de paix, pour le commerce qui prend son essor sur des distances plus longues. Une galère peut être alors équipée en une seule journée. Ainsi, l'arsenal maintient toujours sur pied de guerre une réserve de 100 galères en état de fonctionnement immédiat. 
Partant d'une première enchère réussie, qui en entraîne d'autres, la mainmise de la République vénitienne sur la construction des flottes marchandes nécessite entre 1303 et 1325 l'agrandissement de l'arsenal, pour multiplier par quatre sa superficie, dans l'est de Venise, cette enceinte fermée de 25 hectares devient le premier site industriel au monde.
L'Arsenal devient également célèbre par la place que lui donne Dante dans L'Enfer,, composé entre 1303 et 1321.
En 1463, la Magnifique Communauté de Cadore fait don de la forêt de sapins Somadida à la République Sérénissime de Venise afin qu'elle puisse tirer les mâts des navires pour combattre les Turcs ; la forêt est consacrée à l'usage exclusif de l'arsenal. En un siècle, la République maitrise les forêts nécessaires à la construction navale : en 1471 la chênaie de Montello située le long du Piave ; en 1548 le Cansiglio dans les Préalpes de Belluno, qui fournit le bois des avirons ; en 1567 les sapins de Caiada, également dans la région de Belluno ; en 1580 ceux de Visdende en Cadore. Elle crée aussi un cadastre, un inventaire forestier. C'est un travail sans égal en Europe à cette époque, qui vise à estimer toutes les ressources forestières des domaines vénitiens et à les contrôler périodiquement, tout en définissant des règles de gestion visant à augmenter la production. Le premier cadastre créé en 1489 concerne les bois du Frioul. Trente-deux forêts sont ensuite arpentées pour une superficie totale de 477 ha, et c'est le premier d'une quarantaine de cadastres réalisés par Venise jusqu'en 1796, dans lesquels étaient indiqués les limites, l'exposition, le périmètre, l'état des chênes. Un second cadastre fut créé en 1536, chaque bois étant non seulement délimité, mais aussi entouré d'un fossé équipé de ponts et de barrières aux entrées, de manière à interdire tout autre usage sauf décision de justice.

## Organisation de travail à la chaîne
L'arsenal a pu monter des prouesses de production étonnantes : lors de la Guerre vénéto-ottomane (1570-1573), l'arsenal équipe et lance 100 navires en deux mois, sa plus grande production jamais réalisée : le 24 juillet 1574, le roi Henri III de France en visite observe l'équipement complet d'un navire le temps de son déjeuner. D'autres chantiers navals en Europe avaient en comparaison généralement besoin de mois pour terminer un navire. 
Les changements technologiques ne jouent que très peu dans cet accroissement de productivité. Abandonnant les techniques de construction navales romaines, présentes dans  la majeure partie de l'Europe, qui établissent d'abord la coque des navires, puis ajoutent ensuite l'ossature, les Vénitiens construisent d'abord l'ossature, puis y posent le bordé, ce qui réduit le délai de construction et s'avère plus économe en bois.
Ils mettent en œuvre un système original de travail quasi à la chaîne où la coque du bateau en chantier progresse le long d'une ligne de production, sur laquelle les différents composants sont assemblés selon un ordonnancement pertinent. La première étape consiste à assembler la charpente et poser les bordés, y compris le calfatage ; dès que la coque peut flotter, elle est remorquée aux différentes étapes du processus de production : les cabines sont ajoutées, ensuite les mâts ; différents équipements sont ensuite embarqués à différentes étapes : canons, voiles, munitions, ancres, cordages, chaînes, rames, etc. ; au dernier arrêt, des provisions sont ajoutées, dont le biscotto. Cette division du travail et cette spécialisation ont permis d'équiper les navires beaucoup plus rapidement qu'auparavant. 
L'arsenal possède également un niveau élevé d'intégration verticale, en cela  qu'il contrôle le flux de matières à partir de la récolte et de l'extraction de celles-ci. Venise par exemple gère sa propre forêt dans la province de Trévise pour assurer l'approvisionnement régulier en bois coupé aux normes de l'arsenal : dans le Bosco del Cansiglio, on trouve le hêtre pour les rames ; la formation du Stato da Tera, à côté du Stato da Màr préexistant, procède à la fois de la nécessité de défendre le continent, mais aussi de contrôler les très riches sources d'approvisionnement en bon bois et tout autre produit agricole dont disposent les montagnes et la plaine fertile de la Vénétie-Frioul. Un autre changement majeur consiste en l'utilisation de pièces simples proto-standardisées, gabariées et interchangeables, qu'il faut juste fixer. Le travail s’organise autour de maitres de guilde responsables de leur part de la construction. Au XVIIe siècle, s'y s'ajoutent des centaines de comptables, de commis, de superviseurs et de directeurs. Vers 1650 les maîtres ne sont souvent plus appelés maîtres (en italien : maestri) mais plutôt ouvriers (en italien : opera). Travailler pour l'arsenal offrait un grand prestige social, conforté par ce que nous appellerions aujourd'hui une identité d'entreprise.
En standardisant les modèles de navires et en ayant recours à des opérateurs spécialisés et différenciés, l'arsenal vénitien est capable de produire un bateau par jour au début du XVIIe siècle .
Les Vénitiens s'attachent également à optimiser leurs flux d'approvisionnements : ainsi la Calà del Sasso, qu'ils édifient et utilisent du XVe au XVIIIe siècle représente un original et formidable ouvrage d'art destiné à acheminer facilement les bois d'œuvre en provenance des forêts des Alpes.
À son apogée, vers le XVIe siècle, l'arsenal est le plus grand complexe industriel d'Europe, employant jusqu'à 16 000 ouvriers, répartis sur les chantiers et bassins, assurant l'activité des fonderies, des fabriques (fusils, canons, cordages, rames et mâts), des entrepôts de bois, de charbon, de poudre, l'entretien des hangars d'artillerie, des cales sèches et la surveillance des résines.

## LeXIVesiècleet ses nouveaux navires

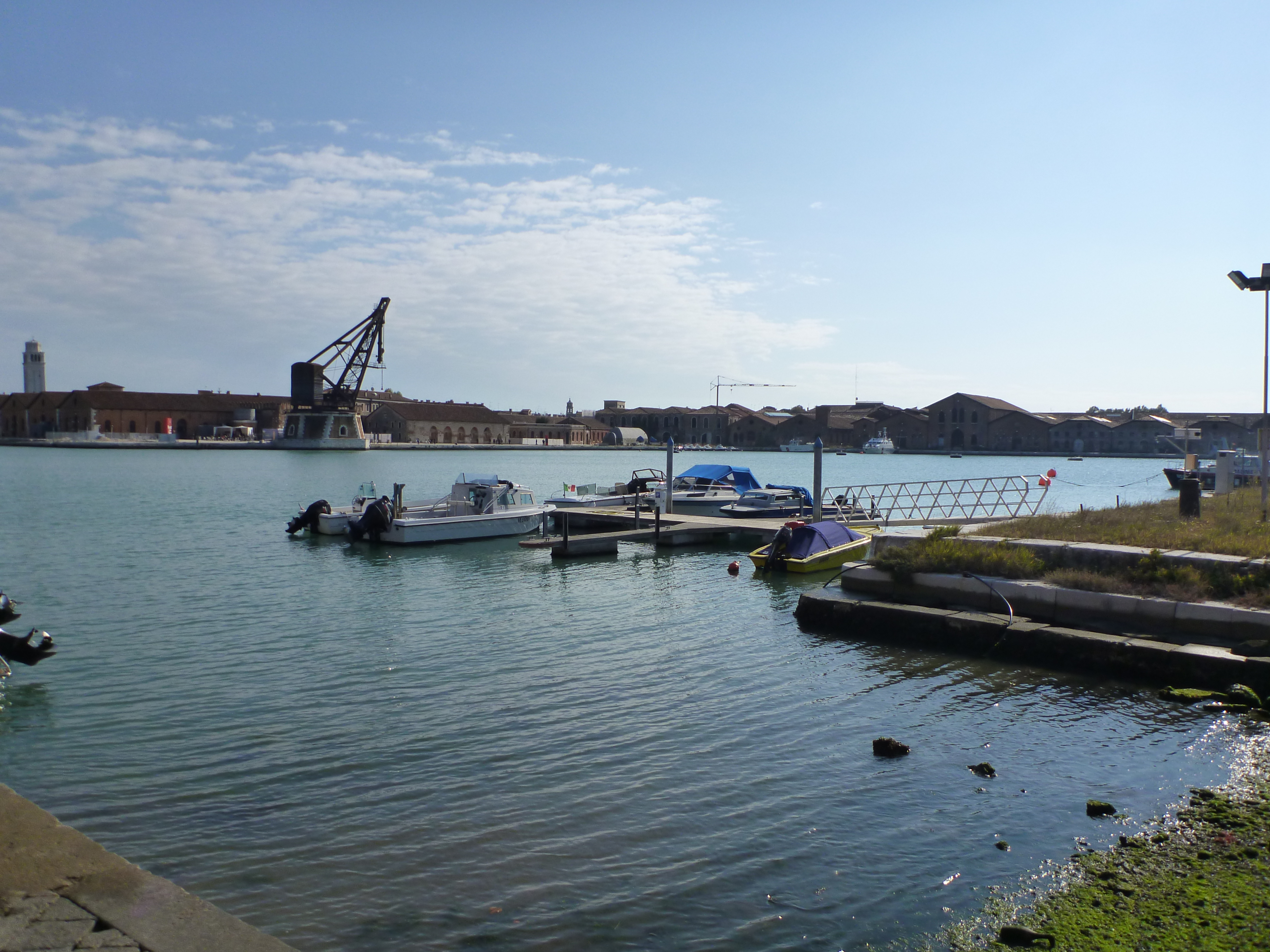
La Darsena Grande.

À cette époque, les galères, équipées de voiles, sont les navires les plus sûrs, et leur taille augmente, pour assurer une double efficacité militaire et commerciale. Les rameurs peuvent combattre en cas d'attaque et la galère est plus maniable que jamais dans les ports et estuaires étrangers de la sphère d'influence de Venise, ou lors des batailles navales. Leur fabrication en grand nombre répond à la nécessité pour Venise d'être présente sur les nouveaux marchés de l'Atlantique et de la mer du Nord. Pour défendre sa colonie de Chypre menacée par les Turcs, l'arsenal équipa et arma 150 navires de guerre en deux mois.
La galera de mercato passe ainsi de 100 à 300 tonnes. Elle embarque des patriciens pauvres, les balestrieri, qui trouvent un emploi comme archer ou frondeur et encadrent les rameurs, qui sont des salariés. Sur le plan militaire, la galéasse (vite abandonnée car peu manœuvrante) et le galion constituent des innovations importantes : ces modèles de navires combinent un tonnage fortement accru et l'embarquement des premières pièces d'artillerie légère.
À la même époque, les navires de commerce, à coque ronde et voiles, plus légers, sans rameurs et donc plus exposés, voient aussi leur profondeur et leur hauteur augmenter, leur coque devenant ronde. Ce nouveau navire, plus compétitif, à plus forte contenance et plus forte portée, profite aussi du gouvernail d'étambot.
La domination de la flotte vénitienne sur le commerce mondial est ensuite contestée par les Portugais, les Espagnols et les Anversois. Elle ne trouve cependant de véritable compétiteur qu'en 1602 avec la création à Amsterdam d'une société par actions, la Compagnie néerlandaise des Indes orientales, qui règne sur trois océans pendant 150 ans et dès le départ procède à une augmentation de capital géante représentant l'équivalent de 32 tonnes d'or, dont près du tiers vient des 30 000 Huguenots en France qui ont fui les Guerres de religion pour se réfugier à Amsterdam.

## L'arsenal s'embellit à la Renaissance

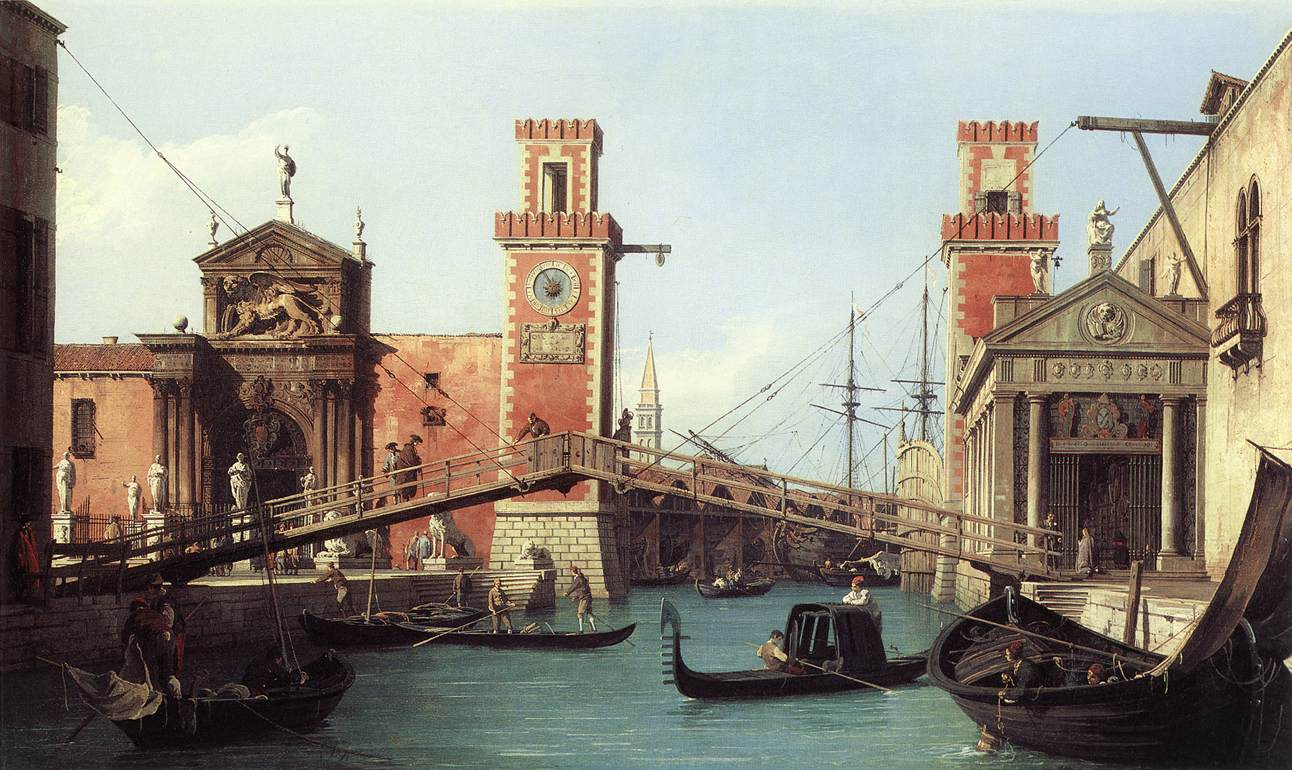
Vue de l'entrée de l'arsenal par Canaletto, 1732.

Lors de la longue période de paix qui suit la victoire de 1381 contre la rivale Gênes, l'arsenal devient le pivot de la puissance marchande, Venise s’adjugeant « la plus grosse part des achats de poivre et d’épices du Levant ». L'arsenal est plusieurs fois remanié et embelli, en 1460 pour l'entrée de terre principale, due à l'architecte Antonio Gambello. C'est l'un des tout premiers ouvrages du courant Renaissance à Venise, qui allie l'élégance des sculptures à la récupération d'authentiques colonnes antiques. Venise attire les meilleurs ouvriers et ingénieurs en leur assurant des facilités de logement et du vin, disponibles dans l'enceinte même de l'arsenal.
Le succès du commerce drapier, des villes de la Toscane à celles du Nord de l'Europe, Bruges et Gand, pose un nouveau défi à Venise, dont les galères doivent assurer des liaisons de plus en plus longues. Les dimensions de l'arsenal sont à nouveau doublées en 1473, en gagnant à nouveau du terrain vers l'extrémité orientale de la ville, où abondent désormais bassins, cales sèches, fonderies, et magasins de stockage, adaptés aux nouveaux navires et aux nouvelles marchandises.
Les personnalités les plus renommées de la vie politique et culturelle de Venise participent activement à la construction et au renouvellement de l'Arsenal. Ces futurs doges et procureurs de San Marco comprennent des noms tels que Caterino et Nicolò Zen, Vettor Grimani (de), Marc'Antonio Barbaro, Giacomo Contarini, Sebastiano Venier, Pasquale Cicogna, Leonardo Donà et Giacomo Foscarini. Il est probable que la participation d'hommes d'une telle envergure encourage le débat sur la fonction pratique et symbolique de l’Arsenal, « cœur de l'État vénitien » tel qu'il est défini par le Sénat, dans une loi de 1520.
En 1560, Venise tente d'utiliser l'argent-métal ramené du Nouveau Monde en Espagne, pour relancer le commerce des épices, par la Méditerranée puis la route terrestre orientale, et ainsi concurrencer efficacement la longue route maritime ouverte en 1498 par les Portugais avec l'argent-métal acheminé des mines allemandes, sur l'Escaut, jusqu'au port d'Anvers, puis acheminé en Inde, le long de l'Europe puis de l'Afrique, où il est échangé contre le poivre de Goa et Ceylan. 
Mais ce commerce devenu plus concurrentiel est alors moins rentable et n'offre plus les mêmes perspectives de croissance. Les arsenaux vénitiens n'emploient plus alors que 2 000 ouvriers, mais ils peuvent fournir 100 galères en deux mois, grâce au progrès technique et surtout à des navires de réserve. Selon l’historienne Élisabeth Crouzet-Pavan, la domination des marchands vénitiens a longtemps été assurée par la supériorité technique des galères sorties de l’Arsenal.
En 1571, la victoire navale de Lépante, qui porte un coup d'arrêt à l'expansionnisme ottoman en Méditerranée occidentale, doit beaucoup aux capacités techniques et tactiques de la flotte vénitienne.

## Évolutions de l'Arsenal durant lesXVIIeetXVIIIesiècles
En 1620, à la suite de la conspiration espagnole avortée du marquis de Bedmar, le conseil des Dix donne l'impulsion nécessaire pour rendre les murailles de l'arsenal hermétiques. En 1660, la République adopte officiellement l'artillerie fondue en fer pour ses meilleures caractéristiques techniques et économiques et récupère ainsi les précieux canons en bronze.
Entre 1684 et 1698, après les victoires remportées par le capitaine-général de mer Francesco Morosini dans la guerre du Péloponnèse, l'entrée de terre devient une contribution de reconnaissance publique à ce soldat vaillant qui deviendra Doge de Venise. 
Entre 1684 et 1745, pour les adapter à l'espace requis pour la construction des nouveaux vaisseaux, on effectue la restructuration et l'élévation des couvertures des tezoni du novissima granda et novissimetta. Aussi en 1686, l'ouverture de l'entrée de mer est élargie pour permettre le passage aux vaisseaux et frégates. Les deux anciennes tours du XIIIe siècle sont démolies et reconstruites, après quoi, en 1692, le rio dell'Arsenale est élargi.

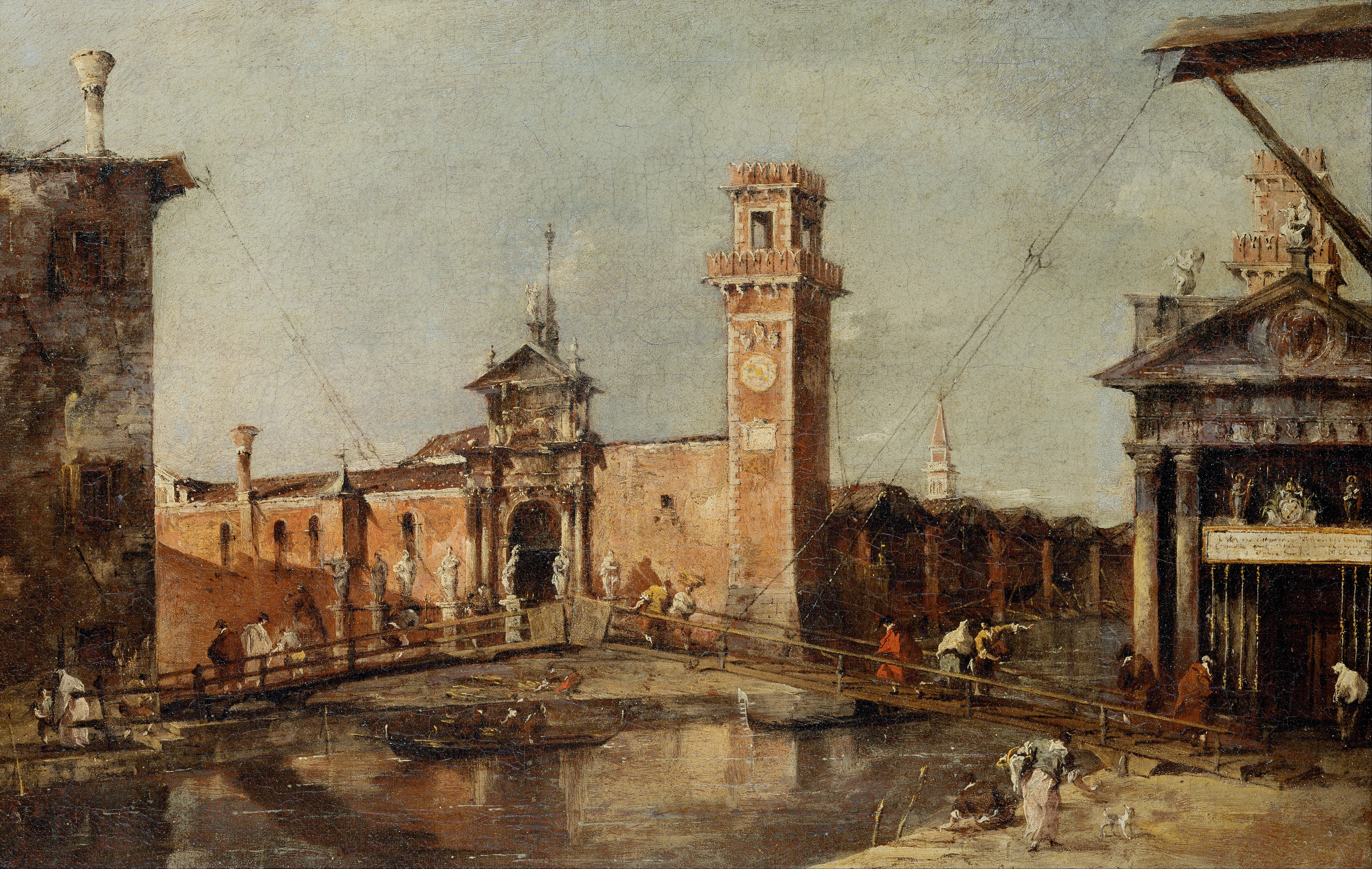
Porte de l'Arsenal, après 1776,
par Francesco Guardi,
Kunsthistorisches Museum, Vienne.

Entre 1750 et 1778 a lieu la construction du grand bâtiment des squadradori, qui occupe toute la berge à l'est du canal de le Galeazze.
Il existait une rivalité traditionnelle entre les ouvriers de l'Arsenal, les Castellani, et les pauvres pêcheurs de la paroisse San Nicolò dei Mendicoli, les Nicolotti. En 1705, pris dans l'ivresse de la lutte, ils en avaient oublié de répondre à l'appel des cloches à incendie. Les Doges ont du interdire leurs anciens combats de rues, de canaux et de ponts, le jour du Jeudi saint, trop meurtriers ou trop prenants. Cela s'est transformé en acrobaties telles que la montée de pyramides humaines ou des marches sur des fils tendus au-dessus de la place Saint-Marc.
En 1772 est créé le musée de l'artillerie sur l'esplanade allant de la façade nord de la salle des armes jusque devant le bâtiment de l'école de l'artillerie. En transformant en 1778, partant de sud, le troisième tezon de la ligne de squeri du novissimetta, à côté du bâtiment des squadradori, est construite la sala modelli, projet de Gianmaria Maffioletti, professeur d'architecture navale. Les ingénieurs y tracent les plans des navires en grandes dimensions.
L'an suivant, on ouvre un passage piéton reliant directement l'Arsenal avec le teza longa de la corderie, interrompant ainsi un isolement qui durait depuis la fondation de l'usine.

## Occupations françaises et autrichiennes
À la chute de la République en 1797, avec le traité de Campo-Formio, Venise est cédée à l'Autriche par les Français, qui dépouillent l'Arsenal avant sa transmission aux nouveaux occupants. Toutes les bouches de feu, les armes portables et le matériel sont évacués vers la France, tandis que seuls les navires hors d'usage sont abandonnés. Les Autrichiens essayent de récupérer les navires endommagés, alors que du nouveau matériel afflue pour reprendre les constructions navales.
En 1806, les Français réoccupent Venise et un décret napoléonien déconsacre aussi l'église et le monastère de San Daniele, remis aux troupes de marine. La petite église de la Madona de l'Arsenal est démolie. Le couvent, le potager et l'église de la Celestia sont annexés à l'arsenal. Ainsi a lieu le sixième agrandissement. Le couvent est transformé rapidement en logements pour les équipages, l'église en magasin et une partie du rio de Santa Ternita est enfoui pour y construire le nouveau mur d'enceinte.

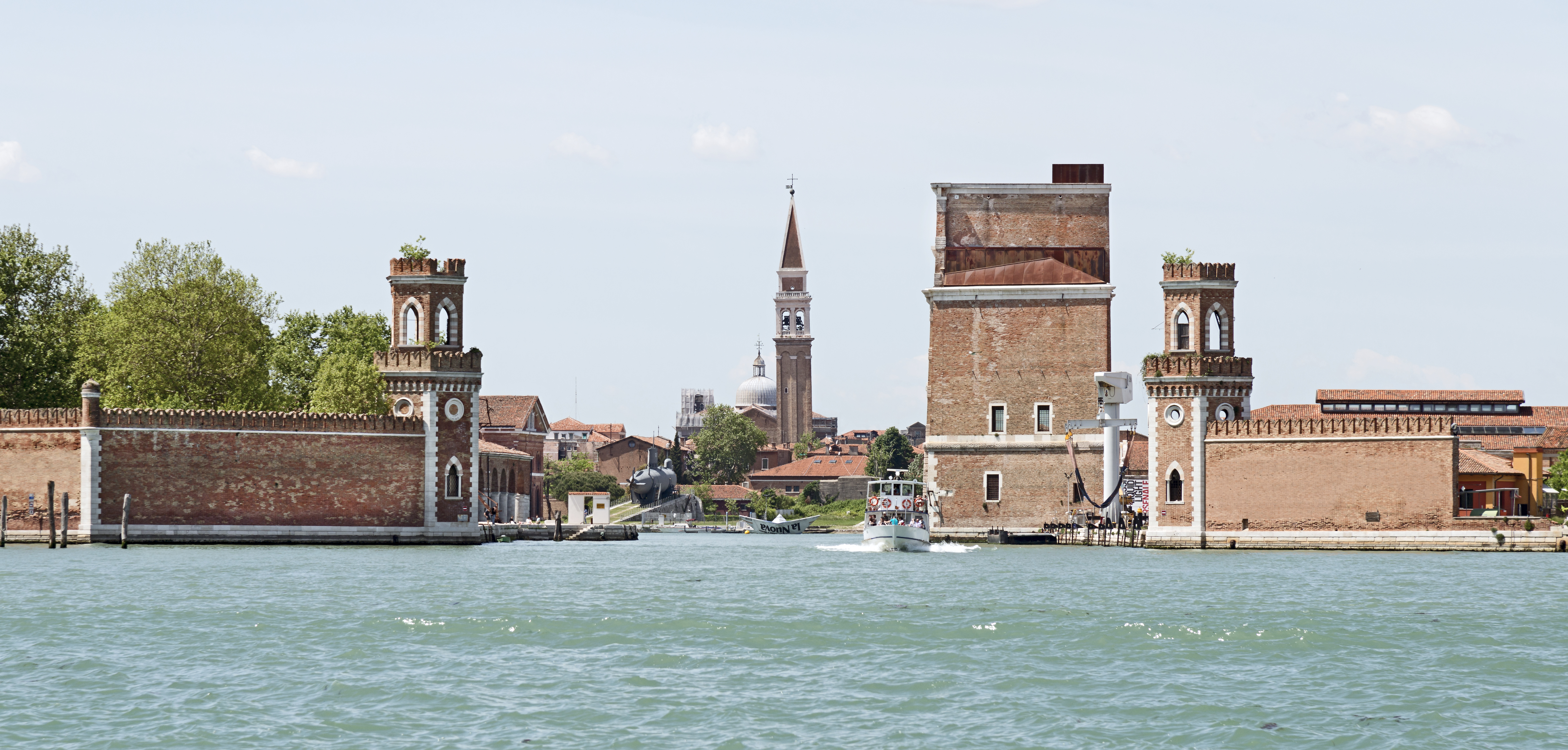
Le canal de Porta Nova et ses tourelles.

En 1809, la partie artillerie est séparée du reste de l'arsenal et prend le nom d'Arsenal de terra. L'accès y est possible par une nouvelle ouverture dans le mur d'enceinte et un pont en bois vers la calle de San Zuane in Riello. En 1810 est rouvert le passage fermé en 1516, qui permet de relier directement l'arsenal avec la lagune : le canale di Porta Nuova. On y construit la tour de Porta Nova, destinée aux opérations d'installation ou démontage des mâts de navires. Les neuf hauts tezoni de l' isolotto du XVIe siècle ainsi que les quatre tezoni centraux du novissimetta sont démolis et remplacés par,  respectivement, quatre et deux escaliers en briques, dépourvus de toiture.
En 1814, les Autrichiens réoccupent Venise. En 1819, ils installent une grille de fermeture au canale di Porta Nuova, positionné sur un pont mobile en fer qui permet le passage des tezoni aquatiques à canons aux tezoni bas à Loreto. En 1821, le terrain resté libre entre le potager de la Celestia et les Galeazze est incorporé et le mur d'enceinte est achevé. Après la démolition de deux maisonnettes en 1824, le côté sud-ouest de l'arsenal est fermé par la construction d'un mur d'enceinte entre l'atelier des rames et les fonderies. 
En 1825, la collection d'armes du Conseil des Dix, jusque-là gardée au palais des Doges, est transférée dans les anciennes salles d'armes, saccagées en son temps par les Français et ainsi naît le noyau du Museo Storico Navale. L'année après, une grue innovante à vilebrequin est montée à l'est de la darsena nova. En 1828, des travaux de restauration sont entrepris au rio dell'Arsenale et aux tours de l'entrée de mer. La construction de la dernière part du mur d'enceinte au côté sud de l’ancienne église de la Celestia rétablit l'isolement de l'arsenal. Les tezoni le long du quai sud de l'Arsenal Novo sont transformés en ateliers, laboratoires et magasins. Construction du corps de garde de la Trésorerie Maritime, à l'abri du mur d'enceinte dans la zone des fonderies. 
En 1835, on construit un portail sous forme de tourelle néogothique devant l'ancien dépôt de bois de l'Arsenal vecio. Sur le flanc nord est élevé un tezon pour le dépôt des tonneaux et un second où sera déplacé l'atelier des rames. 
En 1839, l'église de San Daniele est démolie complètement, tandis que le couvent devient caserne de marine.
Le 21 octobre 1866, la marine militaire italienne prend possession de l'Arsenal.

## L'Arsenal auXXIesiècle
Depuis 1999, une partie des installations de l'Arsenal (Corderie, Artiglierie, Gaggiandre, Tese Cinquecentesche, Tese delle Vergini) est dévolue à la Biennale de Venise et accueille des expositions d'art contemporain. 

## Dans la culture populaire
- L'Arsenal de Venice peut être construit comme merveille mondiale dans le jeu vidéo Civilization VI (2016).

## Sources
- (it) Storia de la Caxe de l'Arsenal